# کانلی-ترکیه‌وو
کانلی-ترکیه‌وو (انگلیسی: Kanly-Turkeyevo) یک شهرک در شهرستان بوزدیاکسکی باشقیرستان کشور روسیه است.